# Слободской переулок
Слободско́й переу́лок — улица на юго-востоке Москвы в районе Лефортово Юго-Восточного административного округа между Красноказарменной площадью и Самокатной улицей.

## Происхождение названия
Переулок назван в XIX веке по расположенной поблизости солдатской слободе у Проломной заставы. Слобода — часть города, села со свободным (освобожденным от ряда податей и повинностей) населением, от диалектного слобода в значении «свобода»; позже слобода — поселение, где жители объединены каким-либо ремеслом, общим занятием.

## Описание

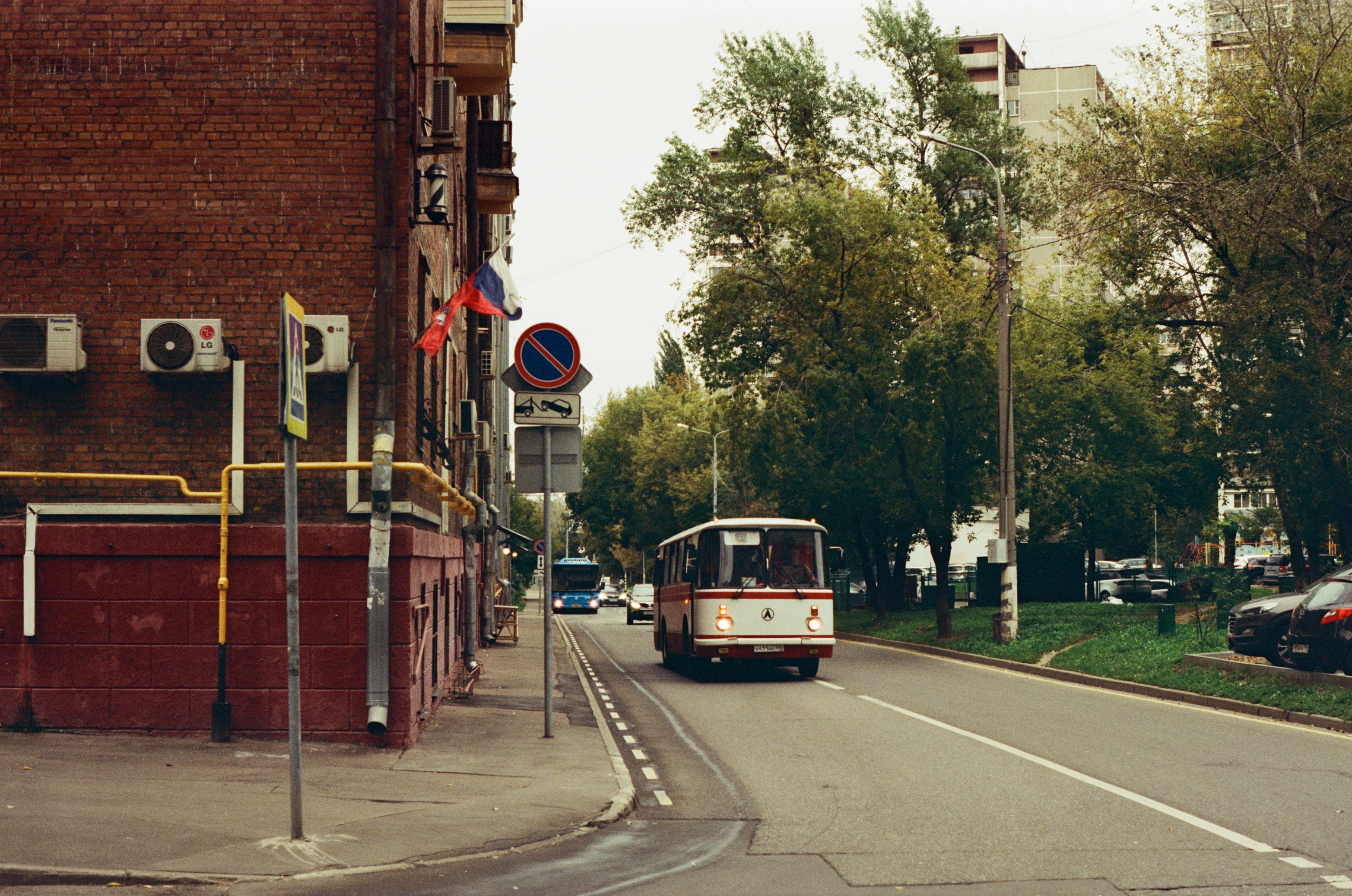
Перспектива Слободского переулка (2021)

Слободской переулок начинается от Красноказарменной площади, проходит на юго-запад параллельно Волочаевской улице и выходит на Самокатную улицу.

## Примечательные здания
- № 6 — завод «Мосштамп». Основан в 1927 году. Выпускал металлическую фурнитуру для кожгалантерейной и швейной промышленности. Во время Великой Отечественной войны в 1941—1945 годах на заводе изготовлялись детали для гранат и автоматов[2]. В настоящее время производит военную атрибутику (пуговицы, кокарды, знаки различия и отличия, нагрудные знаки, эмблемы, медали)[3]. Штаб-квартира расположена на Шоссейной улице, 90, стр. 28.
- № 6, строение 1 — 2-этажный фабричный корпус (1864);
- № 6, строение 3 — 3-этажный фабричный корпус (1864).